# Eupolycope difficilis
Eupolycope difficilis is een mosselkreeftjessoort uit de familie van de Polycopidae. De wetenschappelijke naam van de soort is voor het eerst geldig gepubliceerd in 1936 door Klie.